# Karl Ramseger-Mühle
Karl Ramseger-Mühle (* 26. Dezember 1900 in Fluterschen, Kreis Altenkirchen (Westerwald); † 3. März 1961 in Koblenz) war ein deutscher Schriftsteller.

## Leben
Karl Ramseger war das jüngste von sechs Kindern; sein Vater war Betriebsleiter bei der nahe gelegenen Firma Jagenberg. Er besuchte die Volksschule in Altenkirchen und wechselte dann später auf die Mittelschule. Seine Ausbildung fand in technischen Büros u. a. in Bingen statt. Am 1. März 1918 meldete er sich als Kriegsfreiwilliger in die Heeres-Nachrichten-Ersatz-Abteilung Saarlouis. Nach Ende des Ersten Weltkrieges studierte er nach vorherigen praktischen Lehrgängen bei Polytechnikum Friedberg in Hessen und wollte Maschinenbauingenieur werden. Anfang der 1920er Jahre meldete er sich zum Abschluss seines Studiums bei der Ingenieur-Akademie in Wismar; doch auf Grund innerer Zerrissenheit trat er das Studium nicht an. In diese Zeit fallen die Anfänge seines schriftstellerischen Schaffens. Am 30. Dezember 1921 heiratete er Lina Schumann, Tochter eines Erbhofbauern und Mühlenbesitzers in Oberwambach, und arbeitete im Betrieb der Schwiegereltern. Durch diese Arbeit, die ihm nicht besonders lag, kam er nur noch wenig zum Schreiben. Doch die Romantik der Mühle bewog ihn dazu, seinem Nachnamen den Zusatz Mühle anzuhängen. Über den Westerwald hinaus bekannt wurde er mit dem historischen Roman über die Gräfin Louise Juliane zu Sayn-Wittgenstein, „Die Gräfin zu Sayn“. Die erste Fassung erschien im Jahre 1932; er überarbeitete sie jedoch 1948. Dies war sein umfangreichstes Buch und brachte ihm Erfolg und Anerkennung, während seine Novellen (Dietrich Schneider, Gotteslehen, Die Wacholderhex, Die Amerikaner-Marei oder Kamerad Seiltänzer), seine Lyrik (Der Nebelreigen oder Sonette der Schmach) und Dramen (Fred Heimberg, 1924) weitgehend vergessen sind. Ramseger veröffentlichte auch zahlreiche heimatkundliche Arbeiten in Zeitungen und Zeitschriften, Hauptrichtung seiner Forschung waren Mundart, Flurnamen, Trachten, Staaten- und Stammesgebiete, Sippenkunde und andere. In den 1950er Jahren veröffentlichte er die Sippengeschichte der Ramsegers in zwei Bänden. Im Jahr 1950 verließ er mit seiner Familie Oberwambach und zog nach Oberlahnstein, wo er von 1947 bis 1952 als freier Schriftsteller tätig war. Ab Ende 1952 arbeitete er bei der französischen Besatzungs-Bürokratie und wechselte später zum Bundesbeschaffungsamt nach Koblenz über. Er liegt in Oberlahnstein begraben.